# Attyka (administracja)
Administracja Attyka (nwgr. Αποκεντρωμένη Διοίκηση Αττικής) – jedna z 7 jednostek administracyjnych Grecji, wprowadzona 1 stycznia 2011.
W skład administracji Attyka wchodzi region Attyka.